# شكيل عباسي
شكيل عباسي (مواليد 5 يناير 1984 في كويتا، باكستان) هو لاعب دولي في هوكي الحقل من باكستان. يلعب في مركز المهاجم. بدأ ظهوره الدولي مع باكستان في عام 2003.

## المسيرة الرياضية
كان ضمن الفريق الذي فاز بالميدالية الفضية في دورة ألعاب الكومنولث 2006 في ملبورن بأستراليا والميدالية البرونزية في دورة الألعاب الآسيوية 2006 في الدوحة بقطر.
كان عباسي جزءًا من التشكيلة التي احتلت المركز الثامن في أولمبياد بكين عام 2008.
حصل على عقد من الفئة أ لسنة كاملة.
قام بجولة في أوروبا كجزء من استعدادات الفريق الوطني لألعاب الكومنولث في سبتمبر.
كان جزءًا من الفريق الذي احتل المركز السادس في دورة ألعاب الكومنولث 2010 في نيودلهي، الهند. في المباراة الأولى سجل الهدف الأول لباكستان في الفوز 3-0 على اسكتلندا.
في نوفمبر كان عباسي جزءاً من الفريق في دورة الألعاب الآسيوية في غوانزو، الصين.
عباسي كان عضو في المنتخب الباكستاني الذي فاز بالميدالية الفضية في بطولة آسيا 2011 لأبطال الهوكي للرجال في أوردوس، الصين.
كان عباسي ضمن الفريق الباكستاني الذي احتل المركز السابع في أولمبياد لندن 2012. في عام 2012 تم الإعلان عن حصوله عهلى جائزة أفضل لاعب في بطولة آسيا 2012 لأبطال الهوكي للرجال في الدوحة، قطر التي فاز بها منتخب باكستان.

## روابط خارجية
- شكيل عباسي على موقع أوليمبيديا (الإنجليزية)
- شكيل عباسي على موقع اتحاد ألعاب الكومنولث (مؤرشف) (الإنجليزية)